# En saga
En saga (en finès⁣: Satu; ocasionalment traduït com Un conte de fades, Una saga, o Una llegenda), op. 9, és un poema simfònic d'un moviment per a orquestra escrit entre 1891 i 1892 pel compositor finlandès Jean Sibelius. La peça, que probablement va començar com un septet o un octet per a flauta, clarinet i conjunt de corda abans d'evolucionar cap a un poema simfònic orquestral, es va estrenar el 16 de febrer de 1893 a Hèlsinki amb Sibelius dirigint l'⁣Associació Orquestral de Hèlsinki. Una dècada més tard, el 1902, Sibelius va revisar substancialment En saga en resposta a una invitació de Ferruccio Busoni per dirigir la peça a Berlín. Així, es troba al costat de la Suite Lemminkäinen (op. 22), el Concert per a violí (op. 47), Les oceànides (op. 73), i la Cinquena Simfonia (op. 82) com una de les obres més revisades de les seves obres. El concert de Berlín, que va tenir lloc quinze dies després que Robert Kajanus hagués estrenat la versió revisada a Hèlsinki el 2 de novembre, finalment va portar a Sibelius l'avenç alemany que feia temps que desitjava.
En saga no té programa ni font literària. No obstant això, el caràcter aventurer i evocador de la música ha animat molts oients a oferir les seves pròpies interpretacions, entre elles un paisatge fantàstic (com el del pintor finlandès Akseli Gallen-Kallela), una expedició de caça, i l'essència del poble finlandès. Sibelius es va negar habitualment a declarar un programa, tot i que a la dècada de 1930 va admetre que, si cal trobar una inspiració, el poema simfònic no devia la seva naturalesa a Kalevala, l'⁣èpica nacional de Finlàndia, sinó a les Eddas d'Islàndia. A la dècada de 1940, però, Sibelius havia tornat a la seva posició anterior, descrivint l'obra com "l'expressió d'un determinat estat d'ànim" -un amb un component autobiogràfic "dolorós" no especificat- per al qual "totes les interpretacions literàries [eren, per tant,] totalment alienes".
Els crítics han elogiat en gran manera En saga com una obra mestra d'una "potència i originalitat sorprenents" que, estilísticament, mostra la "marca personal de primitivisme musical" de Sibelius. A més, la versió revisada del poema simfònic sovint es descriu com una artesania superior a la cruesa juvenil del seu predecessor. El primer i únic enregistrament de la versió original es va fer l'any 1995 per Osmo Vänskä i l'⁣Orquestra Simfònica de Lahti. Una interpretació típica de la versió final de la peça dura uns 18 minuts, uns 4 minuts menys que el seu predecessor.

## Història

### Composició
Tot i que els orígens creatius d'En saga segueixen sent una mica incerts, sembla com si el material que esdevindria aquest poema simfònic podria haver començat com un septet o octet per a flauta, clarinet i conjunt de corda que el compositor havia començat a 1890–91, temps durant el qual va ser estudiant a Viena amb Robert Fuchs i Karl Goldmark (aquesta peça de cambra, però, no s'ha trobat mai). Després de l'èxit de la simfonia coral Kullervo el 1891, Robert Kajanus, fundador i director en cap de la Hèlsinki Orchestral Association, va sol·licitar a Sibelius una peça purament orquestral, encara que "en un estil més popular” que no comportaria “massa grans exigències als poders de concentració i comprensió [del públic general]”; a la dècada de 1930, Sibelius va dir al seu biògraf, Karl Ekman, que el resultat d'aquesta invitació va ser el poema simfònic orquestral En saga.

Més endavant, però, Sibelius va rebutjar la influència de Kajanus i va dir a un segon biògraf, Eric Ringbom, als anys 50, que En saga en realitat no havia estat el resultat de l'oferta de Kajanus: "... No en va sortir res. En canvi, vaig acabar l'obra orquestral que ja havia començat i a la qual vaig donar el nom d'En saga ... No vaig complir la seva petició ... per escriure 'una breu peça Da capo '". Que les declaracions de Sibelius a Ekman i a Ringbom siguin inconsistents és, potser, un senyal que Sibelius volia restar importància a la influència del seu amic/rival un altre cop a una altra dècades després de la mort d'aquest últim (Kajanus havia mort el 1933) o que tenia ganes de dissipar qualsevol idea que En saga fos de menys seriosa que les seves altres composicions.
El manuscrit autògraf de la versió original d'En saga de 1892 no sobreviu. El copista d'aquests documents segueix sent desconegut; tot i que les factures supervivents indiquen que dos copistes que Sibelius feia servir habitualment, August Österberg i Ernst Röllig, van copiar cadascun la partitura, el juliol de 1895 i el desembre de 1898, respectivament, ni el manuscrit supervivent ni les parts orquestrals estan en mans de cap dels dos. Molt probablement els documents van ser produïts l'any 1901 per un copista no identificat per al director d'orquestra Georg Schnéevoigt, que va dirigir la versió original del poema simfònic durant la seva gira de concerts per Riga.

#### Revisió
El 1902, el compositor, director i pianista italià, Ferruccio Busoni, va iniciar una sèrie de concerts (fins a 12 en total, des del 1902 al 1909) amb la Filharmònica de Berlín al Beethovensaal (Sala Beethoven) de la Filharmònica. Segons Della Couling, la biògrafa de Busoni, els concerts van generar polèmica des del principi: la decisió de Busoni de presentar música nova i moderna (en gran part no alemanya/austríaca) en una ciutat famosa per la seva devoció al famós talent local només va reforçar la percepció a Berlín que Busoni era una mica "inconformista". Al juny, Busoni va convidar a Sibelius, el seu amic de sempre, a dirigir En saga (també va suggerir com a substituts tant la Segona Simfonia com el poema simfònic La nimfa del bosc) a principis de novembre:
| «                                                           | Estic planejant una sèrie de concerts de música nova a Berlín... amb la finalitat d'introduir música poc coneguda de veritable mèrit. En aquest pla, tu tindràs un paper protagonista en un d'ells. Em faries l'honor de dirigir "En saga"? Al principi de novembre. Amb l'Orquestra Filharmònica. Dos assajos. Et prego que em donis la teva paraula per no decebre les meves expectatives. Miro amb la delícia més gran els teus èxits alemanys, que vaig preveure com a certesa. | » |
| — Ferruccio Busoni, en una carta de juny de 1902 a Sibelius | |   |

Sibelius sembla haver contraposat amb una obra coral (possiblement la cantata acabada recentment L'origen del foc), ja que Busoni va respondre més tard: "Lamentablement, no puc lliurar-me a la incertesa i les molèsties que provoquen els cantants ... Per tant, crec que millor que ens atenim a l'orquestra 'pura'". Tot i que Sibelius va romandre indecís entre la Segona Simfonia i En saga fins a l'octubre, finalment va optar pel poema simfònic en forma revisada. Sibelius va prendre la decisió de revisar En saga mentre estiuejava a Tvärminne (Hanko), com ho demostra una carta del 28 de juliol que Axel Carpelan, amic i mecenes de Sibelius, va escriure al seu cosí després d'haver visitat el compositor a Tvärminne. No obstant això, es va produir un retard: Sibelius no va rebre el manuscrit a Tvärminne fins (almenys) el 24 de setembre. En comparació amb la data límit de novembre, Sibelius va córrer per completar les revisions en un mes i, per estalviar temps, probablement va reutilitzar pàgines del manuscrit original que va requerir poca modificació. Segons Wicklund, és aquesta tècnica la que probablement explica el fet que el manuscrit autògraf de la versió original no sobreviu.

### Actuacions

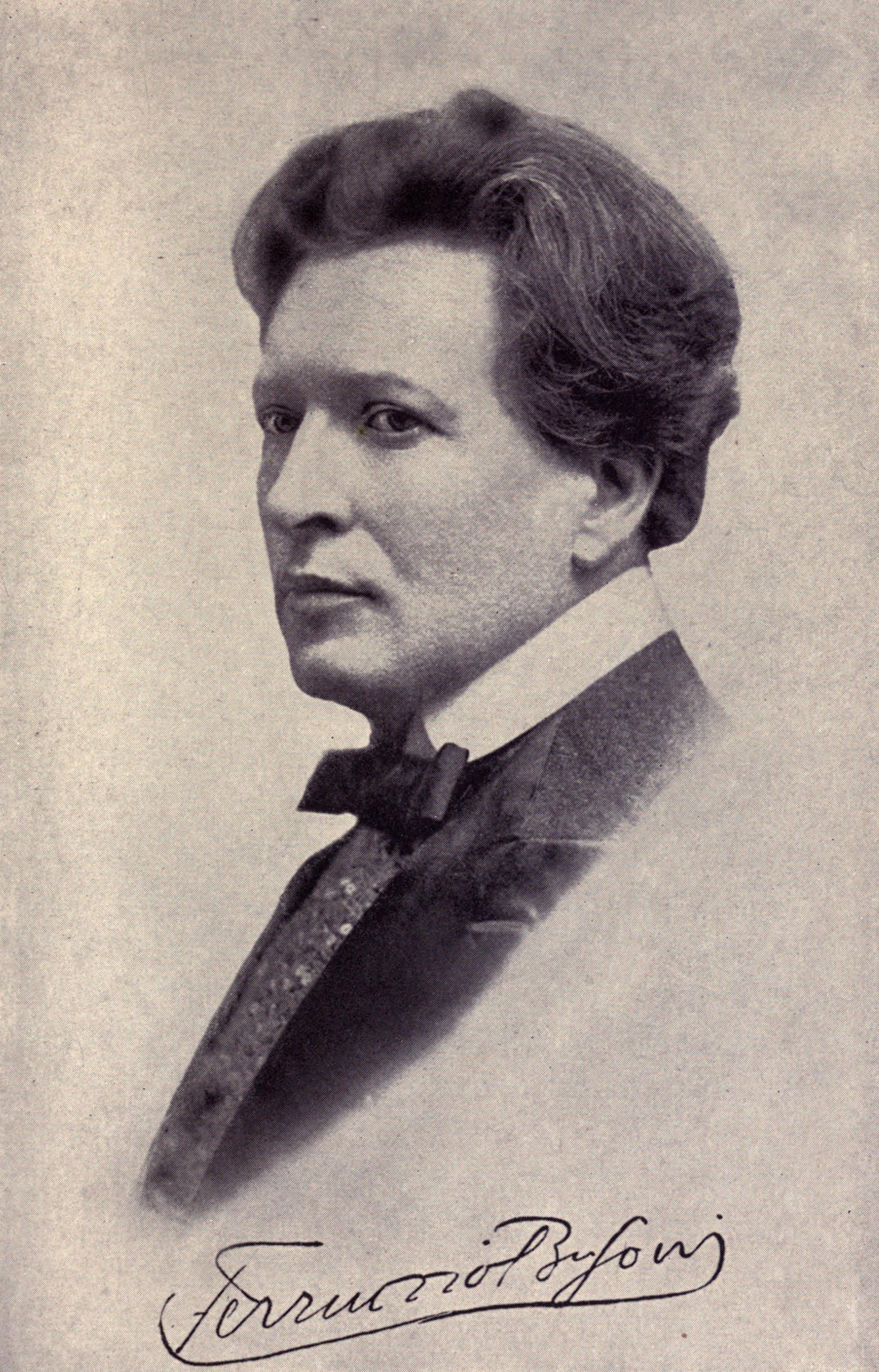
El compositor italià, Ferruccio Busoni (c. 1911), amic de Sibelius que li va oferir l'oportunitat de dirigir la versió revisada dEn saga a Berlín el 1902.

La versió original del poema simfònic es va estrenar el 16 de febrer de 1893 al Saló de la Solemnitat de la Universitat de Hèlsinki amb Sibelius dirigint l'Associació Orquestral de Hèlsinki; el programa del concert també incloïa la Suite Peer Gynt Suite d'⁣Edvard Grieg i Manfred de Robert Schumann, així com cançons de diversos compositors, totes elles dirigides per Kajanus. Com s'ha assenyalat anteriorment, tant Kajanus com Schnéevoigt van incloure En saga en diverses gires de concerts posteriors.

#### Avenç alemany
Tot i que Sibelius havia revisat En saga expressament per al concert de Busoni, l'estrena de la versió revisada del poema simfònic no va recaure en Berlín sinó a Hèlsinki el 2 de novembre de 1902, amb Kajanus dirigint la Societat Filharmònica de Hèlsinki; el programa també incloïa la Segona Simfonia de Svendsen i el Concert per a violí núm. 1 de Bruch. Si bé els crítics finlandesos van elogiar En saga, hi havia una sensació palpable que el concert de Hèlsinki era només un assaig general per a la gran inauguració de Berlín. El concert de Berlín va ser de fet un esdeveniment important per a Sibelius: no només marcaria la segona vegada que dirigia a l'estranger, sinó que també li donaria l'oportunitat de presentar personalment el seu art a un públic centreeuropeu exigent. Els crítics finlandesos van intentar animar a Sibelius escrivint que, segons la seva opinió, En saga era digne d'actuació a l'estranger, mentre que els diaris finlandesos van promocionar molt el pròxim concert. Uns dies més tard, l'aposta es va fer encara més clara: la crítica berlinesa va massacrar el primer dels concerts de Busoni el 8 de novembre, el programa del qual incloïa seleccions de El somni de Gerontius d'⁣Edward Elgar, l'obertura de l'òpera de Camille Saint-Saëns. Les Barbares, i el Rondo Infinito de Christian Sinding.
Aquest va ser l'entorn on Sibelius va ocupar el segon lloc del programa de Busoni del 15 de novembre, que també incloïa el nocturn orquestral Paris de Frederick Delius, el Concert per a piano de Théophile Ysaÿe i la balada d'⁣Ödön Mihalovich The Death of Pan ("els meus companys competidors", tal com els va referir Sibelius en una carta del 12 al 13 de novembre a la seva dona, Aino). Sibelius estava sotmès a una tensió constant: durant el viatge a Alemanya, va treballar sobre les parts orquestrals, moltes de les quals contenien errors de còpia; en arribar, es va entusiasmar per ser segon del programa i es va molestar que els assajos promesos s'haguessin programat per al 13 de novembre. Tot i això, els assajos van anar bé i els músics van reaccionar favorablement al poema simfònic: com va dir Sibelius a l'Aino, "És tan bonic... Busoni fins i tot em va abraçar".

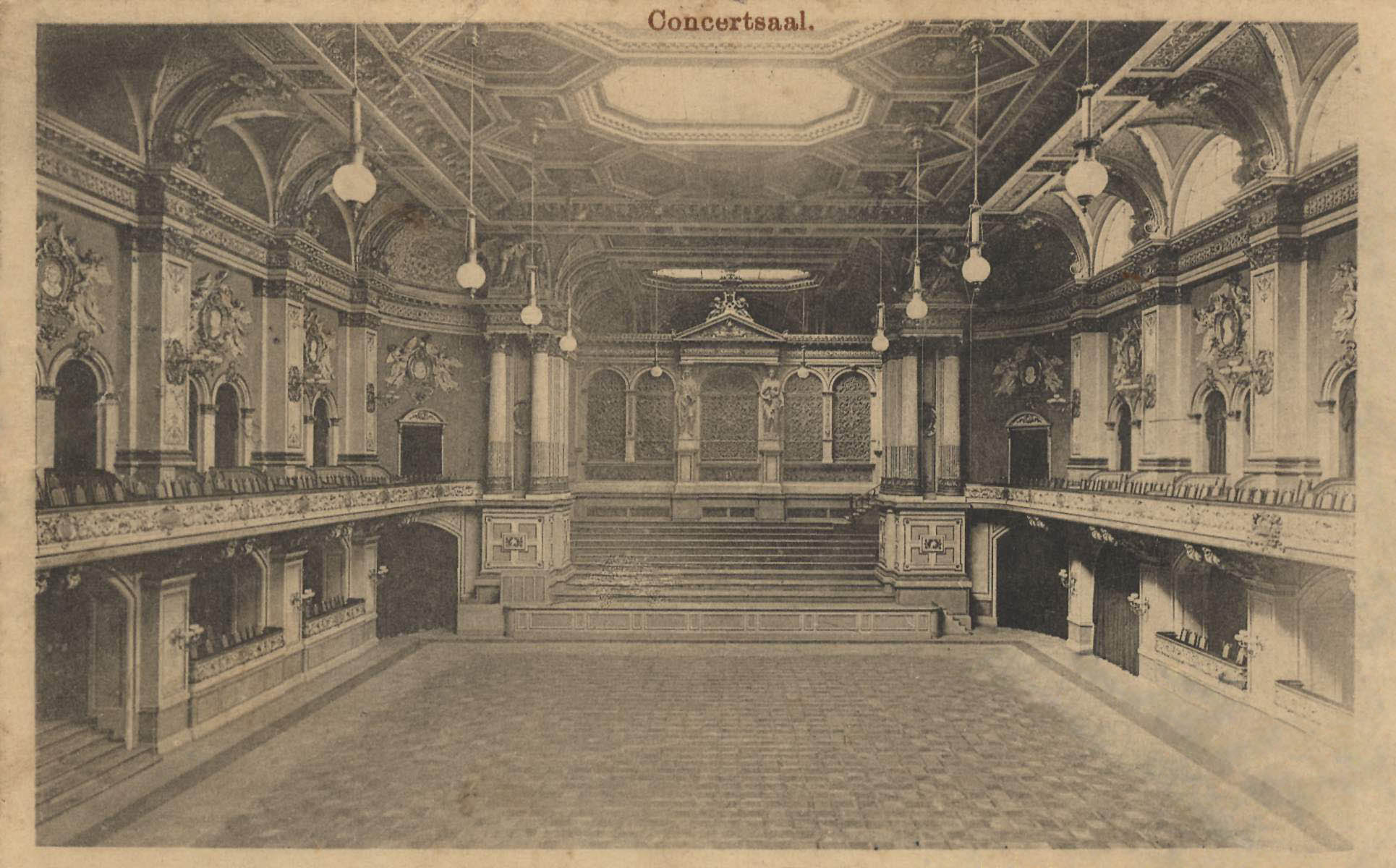
Sala Beethoven (c. 1902) de l'antiga Philharmonie (l'edifici va ser destruït l'any 1944 durant la guerra), on van tenir lloc els concerts de Busoni

La reacció de la crítica berlinesa davant el segon concert, però, va ser hostil. Otto Lessmann, d'Allgemeine Musik-Zeitung, va descriure l'actuació com a "dolorosa", i va assenyalar amb acerbitat: "Si els passos endavant en l'art s'haguessin d'il·lustrar en aquestes obres, la musa estariamalament del cap"; mentre que, Rudolph Buck opinava a Berliner Neueste Nachrichten, "Després del fiasco complet del segon concert, l'anunci que aquests concerts orquestrals continuarien a la tardor de 1903 sonava poc menys que blasfem". No obstant això, sembla com si Sibelius en va sortir més o menys il·lès; de fet, l'opinió consensuada era que En saga era "l'única obra valuosa" del programa. Les crítiques positives després del concert van aixecar clarament l'ànim de Sibelius. Després del concert, un Sibelius confiat va explicar a la seva dona la qualitat tant del seu art com de la seva direcció:
| « | "Ha anat molt bé. El meu 'En saga' va ser la millor novetat, crec. Vaig estar molt tranquil i vaig dirigir bé... El més important és que puc dirigir una orquestra de primer nivell mundial. I bé! ... Ara estic tan tranquil i segur del meu art. He estat reconegut com un 'artista' consumat... Podríem fer una gran entrada en qualsevol lloc. I brillantment." | » |
| — Jean Sibelius, "en una sèrie de cartes a la seva dona, Aino Sibelius, datades del 16 al 17 de novembre de 1902" | |   |

Com assenyala Tawaststjerna, gràcies a En saga, per fi el "gel s'havia trencat per a Sibelius a Alemanya", un èxit que feia temps que esperava. Sibelius ho va celebrar amb Busoni en un sopar "pródig".

## Instrumentació

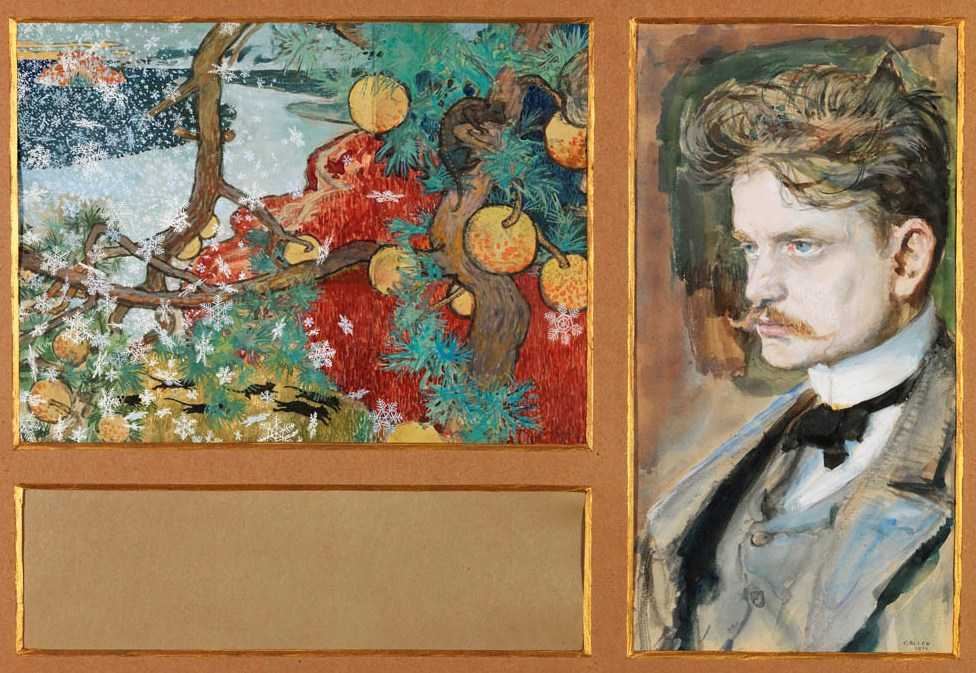
Sibelius com a compositor d'En saga (1894), del pintor finlandès Akseli Gallen-Kallela

En saga està escrita per als instruments següents:
- Vent fusta⁣: 2 flautes (2n doblant amb flautí), 2 oboès, 2 clarinets (en si ♭ ), 2 fagots
- Llautó⁣: 4 trompes (en fa), 3 trompetes (en fa), 3 trombons, tuba
- Percussió⁣: bombo, plats, triangle
- Cordes⁣: violins, violes, violoncels, contrabaix

## Discografia
En saga és un dels poemes simfònic més gravats de Sibelius, tot i que segueix composicions més famoses com El cigne de Tuonela i Finlandia. El primer enregistrament es va fer l'any 1938 amb Sir Thomas Beecham dirigint l'⁣Orquestra Simfònica de Londres. Fins ara, l'únic enregistrament de la versió original de 1892 (22:23) és d'Osmo Vänskä i l'Orquestra Simfònica de Lahti sota el segell BIS (BIS-CD-800 ); es va gravar el maig de 1995 i apareix a l'àlbum amb la versió original de 1915 de la Cinquena Simfonia. L'àlbum es va estrenar amb un gran èxit. James McCarthy devGramophone va caracteritzar el disc com un canvi de perspectiva, assenyalant que les versions originals de les peces proporcionaven "material fascinant per a la comparació" i van permetre "una visió de dues obres mestres familiars en procés". Kurt Moses, escrivint a l'American Record Guide, va elogiar de manera similar el disc per oferir "una visió rara del procés creatiu d'un compositor", però va advertir que "tot i que als entusiastes de Sibelius els encantarà [,] ... això no és una "compra obligada" per a tothom... [i] no és un substitut de... les versions finals d'aquestes obres".
| Director                  | Orquestra                                | Any  | Durada | Disponible a                            |
| ------------------------- | ---------------------------------------- | ---- | ------ | --------------------------------------- |
| Vladimir Ashkenazy        | Philharmonia Orchestra                   | 1981 | 19:27  | Decca (000121902)                       |
| William Boughton          | Royal Philharmonic Orchestra             | 1990 | 19:17  | Nimbus (7716)                           |
| Sergiu Comissiona         | Helsinki Philharmonic Orchestra          | 1991 | 20:27  | Ondine (ODE767)                         |
| Andrew Davis              | Royal Stockholm Philharmonic Orchestra   | 1996 | 17:31  | Apex (7406202)                          |
| Mikko Franck              | Swedish Radio Symphony Orchestra         | 1999 | 19:46  | Ondine (ODE953)                         |
| Wilhelm Furtwängler       | Berlin Philharmonic                      | 1943 | 20:31  | Deutsche Grammophon (471294)            |
| Wilhelm Furtwängler       | Vienna Philharmonic                      | 1950 | 20:29  | Music and Arts (CD-799)                 |
| Yoel Levi                 | Atlanta Symphony Orchestra               | 1992 | 17:47  | Telarc (80320)                          |
| Adrian Leaper             | Slovak Philharmonic                      | 1989 | 17:27  | Naxos (8.550200)                        |
| Herbert von Karajan       | Berlin Philharmonic                      | 1976 | 18:24  | Warner Classics (633619)                |
| Lorin Maazel              | Pittsburgh Symphony Orchestra            | 1992 | 17:08  | Sony (87882)                            |
| Alexander Gibson          | Royal Scottish National Orchestra        | 1977 | 18:08  | Chandos (CHAN8395)                      |
| Alexander Gibson          | Royal Philharmonic Orchestra             |      | 17:00  | Collins Classics (CC-1093)              |
| Tuomas Ollila-Hannikainen | Tampere Philharmonic Orchestra           | 1995 | 18:09  | Ondine (ODE871)                         |
| Petri Sakari              | Iceland Symphony Orchestra               | 2000 | 18:54  | Naxos (8.555299)                        |
| Esa-Pekka Salonen         | Los Angeles Philharmonic                 | 1991 | 17:26  | Sony (48067)                            |
| Malcolm Sargent           | Vienna Philharmonic                      | 1961 | 18:29  | Warner Classics (2564-634121)           |
| Ole Schmidt               | Royal Philharmonic Orchestra             | 1996 | 17:51  | Regis (1216)                            |
| Horst Stein               | Suisse Romande Orchestra                 | 1971 | 16:12  | Decca (417 697-2)                       |
| Arturo Toscanini          | NBC Symphony Orchestra                   | 1952 | 18:03  | Music & Arts Programs of America (4755) |
| Osmo Vänskä               | Lahti Symphony Orchestra                 | 2000 | 18:03  | BIS (BIS-CD-1225)                       |
| Vassily Sinaisky          | Moscow Philharmonic Orchestra            | 1991 | 17:49  | Brilliant Classics (BC9212)             |
| Kurt Sanderling           | Berlin Symphony Orchestra                | 1970 | 19:54  | Brilliant Classics (BC9267)             |
| Eugene Ormandy            | Philadelphia Orchestra                   | 1975 |        | RCA Red Seal (38123)                    |
| Eugene Ormandy            | Philadelphia Orchestra                   | 1963 | 16:55  | Sony Essential Classics (48271)         |
| Eugene Ormandy            | Philadelphia Orchestra                   | 1955 | 15:47  | Pristine (PASC 205)                     |
| Neeme Järvi               | Gothenburg Symphony Orchestra            | 1992 | 17:52  | Deutsche Grammophon (000459702)         |
| Neeme Järvi               | Gothenburg Symphony Orchestra            | 1985 | 18:35  | BIS (BIS-CD-295)                        |
| Colin Davis               | London Symphony Orchestra                | 1994 | 18:48  | RCA Red Seal (82876557062)              |
| Colin Davis               | Dresden Staatskapelle                    | 2003 | 19:22  | Profil (PH05049)                        |
| Colin Davis               | Boston Symphony Orchestra                | 1980 | 17:49  | Philips Eloquence (47628172)            |
| Leif Segerstam            | Danish National Radio Symphony Orchestra | 1991 | 19:37  | Chandos (CHAN8965)                      |
| Paavo Berglund            | Bournemouth Symphony Orchestra           | 1974 | 19:03  | Warner Classics (0094639768950)         |
| Antal Doráti              | London Symphony Orchestra                | 1969 | 18:48  | EMI Classics (724358578522)             |
| Vladimir Fedoseyev        | Tchaikovsky Symphony Orchestra           | 1998 | 19:42  | Relief (CR991052)                       |
| Adrian Boult              | London Philharmonic Orchestra            | 1956 | 17:36  | Omega Classics (OCD1027)                |
| Anthony Collins           | Royal Philharmonic Orchestra             | 1957 |        | Beulah (5PD8)                           |
| Thomas Beecham            | London Philharmonic Orchestra            | 1938 | 17:32  | Naxos Historical (8.110867)             |
| Jukka-Pekka Saraste       | Finnish Radio Symphony Orchestra         | 1987 | 18:05  | RCA Red Seal (74321886852)              |
| Eduard van Beinum         | Royal Concertgebouw Orchestra            | 1952 | 19:14  | Decca Eloquence (4229487)               |
| Santtu-Matias Rouvali     | Gothenburg Symphony Orchestra            | 2018 | 19:00  | Alpha 440                               |